# Boots (альбом)
| Оценки критиков | Оценки критиков |
| Источник        | Оценка          |
| --------------- | --------------- |
| Allmusic        | [ 1 ]           |

Boots — дебютный студийный альбом американской певицы и актрисы Нэнси Синатры, выпущенный в 1966 году на лейбле Reprise Records. Альбом был спродюсирован Ли Хезлвудом и аранжирован Биллом Стрейнджем. Сингл с этого диска, «These Boots Are Made for Walkin’», достиг первого места в чарте Billboard Hot 100 и UK Singles Chart.

## Список композиций
| №   | Название                           | Автор(ы)                                  | Длительность |
| --- | ---------------------------------- | ----------------------------------------- | ------------ |
| 1.  | «As Tears Go By»                   | Мик Джаггер, Эндрю Луг Олдем, Кит Ричардс | 2:54         |
| 2.  | «Day Tripper»                      | Джон Леннон, Пол Маккартни                | 3:03         |
| 3.  | «I Move Around»                    | Ли Хезлвуд                                | 2:51         |
| 4.  | «It Ain’t Me Babe»                 | Боб Дилан                                 | 2:04         |
| 5.  | «These Boots Are Made for Walkin’» | Хезлвуд                                   | 2:45         |
| 6.  | «In My Room»                       | Ли Покрисс, Пол Ванс                      | 2:41         |
| 7.  | «Lies»                             | Бью Чарльз, Бадди Ранделл                 | 2:49         |
| 8.  | «So Long, Babe»                    | Хезлвуд                                   | 3:08         |
| 9.  | «Flowers on the Wall»              | Лью Девитт                                | 2:41         |
| 10. | «If He’d Love Me»                  | Мириам Эдди                               | 2:47         |
| 11. | «Run for Your Life»                | Леннон, Маккартни                         | 2:42         |

| №   | Название                                                 | Автор(ы) | Длительность |
| --- | -------------------------------------------------------- | -------- | ------------ |
| 12. | «The City Never Sleeps at Night»                         | Хезлвуд  | 2:50         |
| 13. | «Leave My Dog Alone»                                     | Хезлвуд  | 2:09         |
| 14. | «In Our Time»                                            | Хезлвуд  | 2:36         |
| 15. | «These Boots Are Made for Walkin’» (Mono Single Version) | Хезлвуд  | 2:43         |

## Чарты
| Чарт                             | Высшая позиция |
| -------------------------------- | -------------- |
| Великобритания (UK Albums Chart) | 12             |
| США (Billboard 200)              | 5              |